# Ski alpin aux Jeux olympiques de la jeunesse d'hiver de 2020
Navigation
2016 2024

Les neuf épreuves de ski alpin aux Jeux olympiques de la jeunesse d'hiver de 2020 ont eu lieu du 10 au 15 janvier 2020 dans la station des Diablerets en Suisse.

## Calendrier des compétitions
Le tableau ci-dessous montre le calendrier des neuf épreuves de ski alpin.
| Slalom        |                  |  |  |  |  |  |  |
| Slalom géant  |                  |  |  |  |  |  |  |
| Super-combiné |                  |  |  |  |  |  |  |
| Super-G       |                  |  |  |  |  |  |  |
| Femmes        |                  |  |  |  |  |  |  |
| Slalom        |                  |  |  |  |  |  |  |
| Slalom géant  |                  |  |  |  |  |  |  |
| Super-combiné |                  |  |  |  |  |  |  |
| Super-G       |                  |  |  |  |  |  |  |
| Mixte         | Slalom parallèle |  |  |  |  |  |  |

|  | Jour de l'épreuve |

## Résultats

### Hommes
| Épreuve       | Or                             | Or            | Argent          | Argent        | Bronze          | Bronze        |
| ------------- | ------------------------------ | ------------- | --------------- | ------------- | --------------- | ------------- |
| Super G       | Adam Hofstedt                  | 54 s 56       | Rok Ažnoh       | 54 s 62       | Luc Roduit      | 54 s 76       |
| Slalom géant  | Philip Hoffmann                | 2 min 6 s 31  | Sandro Zurbrügg | 2 min 8 s 85  | Luc Roduit      | 2 min 8 s 89  |
| Slalom        | Adam Hofstedt                  | 1 min 16 s 10 | Luc Roduit      | 1 min 17 s 42 | Edoardo Saracco | 1 min 17 s 78 |
| Super combiné | Auguste Aulnette Mikkel Remsøy | 1 min 28 s 41 | Non attribuée   | Non attribuée | Adam Hofstedt   | 1 min 28 s 69 |

### Femmes
| Épreuve       | Or                  | Or            | Argent            | Argent        | Bronze              | Bronze        |
| ------------- | ------------------- | ------------- | ----------------- | ------------- | ------------------- | ------------- |
| Super G       | Amélie Klopfenstein | 56 s 27       | Caitlin McFarlane | 56 s 35       | Noa Szőllős         | 56 s 36       |
| Slalom géant  | Amélie Klopfenstein | 2 min 8 s 68  | Rosa Pohjolainen  | 2 min 8 s 82  | Amanda Salzgeber    | 2 min 8 s 83  |
| Slalom        | Emma Sahlin         | 1 min 29 s 82 | Lena Volken       | 1 min 30 s 00 | Lara Klein          | 1 min 30 s 25 |
| Super combiné | Amanda Salzgeber    | 1 min 33 s 74 | Noa Szőllős       | 1 min 34 s 69 | Amélie Klopfenstein | 1 min 34 s 85 |

### Mixte
| Épreuve          | Or                                          | Argent                                   | Bronze                                    |
| ---------------- | ------------------------------------------- | ---------------------------------------- | ----------------------------------------- |
| Slalom parallèle | Finlande Rosa Pohjolainen Jaakko Tapanainen | Allemagne Lara Klein Max Geissler-Hauber | Autriche Amanda Salzgeber Philip Hoffmann |

## Tableau des médailles
| Rang  | Nation    | Or | Argent | Bronze | Total |
| ----- | --------- | -- | ------ | ------ | ----- |
| 1     | Suède     | 3  | 0      | 1      | 4     |
| 2     | Suisse    | 2  | 3      | 3      | 8     |
| 3     | Autriche  | 2  | 0      | 2      | 4     |
| 4     | Finlande  | 1  | 1      | 0      | 2     |
| 4     | France    | 1  | 1      | 0      | 2     |
| 6     | Norvège   | 1  | 0      | 0      | 1     |
| 7     | Allemagne | 0  | 1      | 1      | 2     |
| 7     | Israël    | 0  | 1      | 1      | 2     |
| 9     | Slovénie  | 0  | 1      | 0      | 1     |
| 10    | Italie    | 0  | 0      | 1      | 1     |
| Total | Total     | 10 | 8      | 9      | 27    |